# Chumburung
Le chumburung est une langue nigéro-congolaise du groupe des langues guang de la famille kwa.

## Écriture
| a | b | d | e  | e̱ | ɛ | f | g | gb | gy | h | i | k | kp | ky |
| l | m | n | ny | ŋ | o | o̱ | ɔ | p  | r  | s | t | u | w  | y  |